# Урогомфы
Урогомфы — парные, нередко сегментированные придатки постгенитальных сегментов личинок жуков и гусениц.
Степень развития урогомф находится в прямой зависимости от образа жизни личинок. Те, кто ведут подземный образ жизни или обитают в других твердых субстратах (древесина), они необходимы для передвижения. Во время прокладывания ходов они служат для опоры тела и его проталкивания вперед. У гусениц, которые передвигаются по наземной поверхности, отсутствует необходимость в таких органах, поэтому у них они выражены намного слабее. У некоторых гусениц бабочек у основания урогомф открываются железы